# アーチ・カステッロ
アーチ・カステッロ（イタリア語: Aci Castello）は、イタリア共和国シチリア州カターニア県にある、人口約1万8000人の基礎自治体（コムーネ）。

## 地理

### 位置・広がり
カターニア県のコムーネ。県都カターニアから北東へ8kmの距離にある。

#### 隣接コムーネ

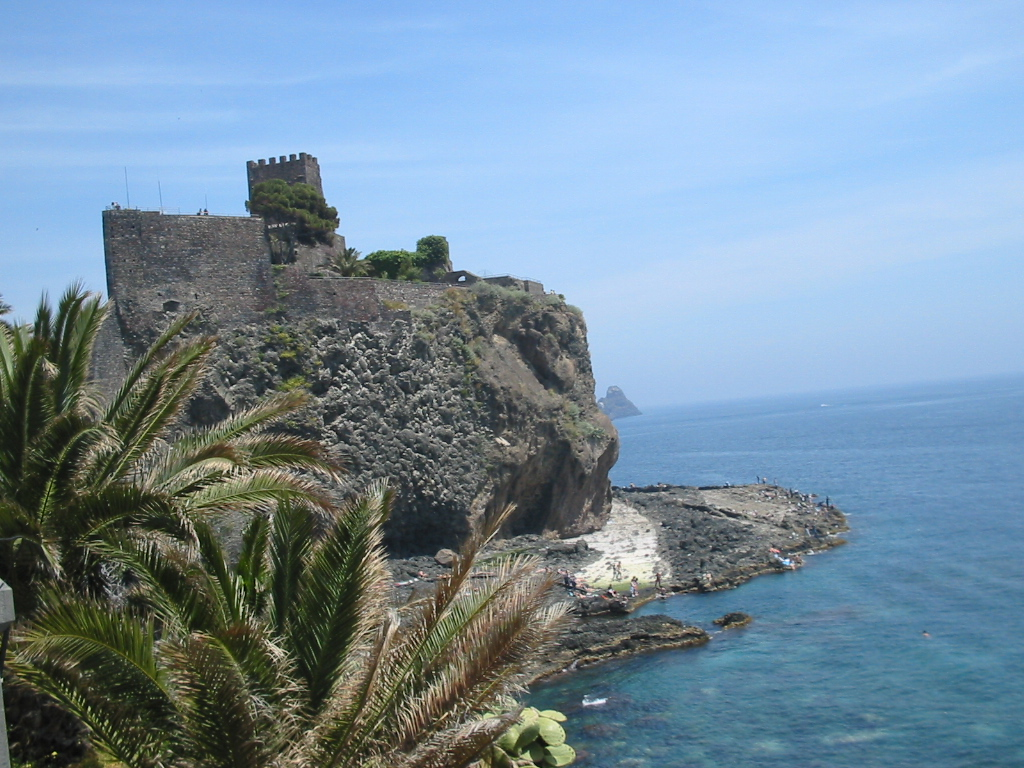
Aci Castello

隣接するコムーネは以下の通り。
- アーチ・カテーナ
- アチレアーレ
- カターニア
- サン・グレゴーリオ・ディ・カターニア
- ヴァルヴェルデ

## 行政

### 分離集落
アーチ・カステッロには、以下の分離集落（フラツィオーネ）がある。
- Aci Trezza, Ficarazzi, Cannizzaro